# Barre Phillips

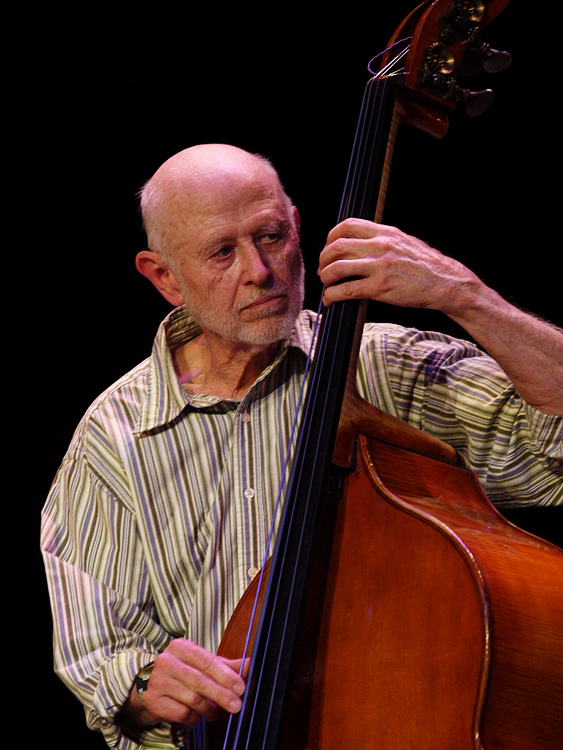
Barre Phillips, moers festival 2008

Barre Phillips (* 27. Oktober 1934 in San Francisco; † 28. Dezember 2024 in Las Cruces) war ein US-amerikanischer Bassist des Creative Jazz und der neuen Improvisationsmusik. Sein Bassspiel war einerseits einer freien Tonalität verpflichtet, gründete aber weiterhin in einer tiefen Melodiosität.

## Leben und Wirken
Phillips kam nach einem Studium der Romanistik an der Berkeley University 1962 nach New York City, wo er Kontrabassunterricht bei Frederick Zimmermann hatte. 1963 trat er in einem Third-Stream-Projekt Gunther Schullers mit Eric Dolphy in der Carnegie Hall auf und nahm als Solist außerdem unter Leitung von Leonard Bernstein ein Konzert von Larry Austin mit den New Yorker Philharmonikern auf. Ab 1964 war er Mitglied von Jimmy Giuffres Trio; mit dem Sextett von George Russell kam er ein erstes Mal nach Europa. Zwischen 1965 und 1967 arbeitete er auch mit dem Gitarristen Attila Zoller sowie mit Archie Shepp.
1967 zog er nach Europa, arbeitete dort 1969 in einem Orchesterprojekt mit John Lennon und Yoko Ono und mit Mike Westbrook, anschließend mit Rolf Kühn, Michel Portal und Joachim Kühn, vor allem aber im stilbildenden The Trio mit John Surman und Stu Martin. Im südfranzösischen Puget-Ville in der Nähe von Toulon lebte er von 1972 bis 2021. In den 1980er Jahren leitete er eigene Gruppen. So tourte er 1985 mit Paul McCandless und Theo Jörgensmann im Trio. Des Weiteren trat er mit dem Ensemble Accroche Note, mit Derek Bailey und Gunter Hampel sowie Jeanne Lee auf. Seit 1986 arbeitete er in Projekten des britischen Basskollegen Barry Guy, insbesondere mit dem London Jazz Composers Orchestra (bis 1995). In den 1990er Jahren entstanden Aufnahmen mit Ornette Coleman, Franz Koglmann (O Moon My Pin-Up) sowie mit Evan Parker und Paul Bley.
2021 ging Barre Philips aus Europa zurück in die USA, wo er bis zu seinem Tod Ende 2024 lebte.
Seine solistische Platte Journal Violone von 1968 gilt als erstes Bass-Soloalbum des Jazz (weitere Soloplatten von ihm folgten, etwa 1998 und 2001, zuletzt 2018 und 2020). 1971 spielte er mit Dave Holland auch das erste Kontrabass-Duo-Album ein. Zu erwähnen sind auch seine Zusammenarbeit mit der Komponistin Pauline Oliveros, seine Aufnahme mit dem klassischen Kontrabassvirtuosen Bertram Turetzky und das Kontrabass-Quartett After You Gone. Im Bereich des Jazz war er laut Tom Lord zwischen 1963 und 2021 an 204 Aufnahmesessions beteiligt, zuletzt mit Urs Leimgruber und Jacques Demierre (Last Concert In Europe).
Außerdem komponierte er Filmmusik u. a. für Marcel Camus, Jacques Rivette, Robert Kramer und Frédéric Fisbach sowie Ballettmusik für Carolyn Carlson. Er hat häufiger auch mit der Sängerin Claudia Phillips, seiner Tochter, zusammengearbeitet. Phillips war 2003 Vorsitzender der International Society of Bassists.

## Diskografie (Auswahl)
- Attila Zoller Quartet: The Horizon Beyond, 1965
- New York Concerts: The Jimmy Giuffre 3 & 4, 1965, ed. 2014
- The Trio featuring John Surman: The Dawn Sessions, 1970
- Dave Holland/Barre Phillips Music from Two Basses, 1971 (ECM)
- For All It Is :(Japo) mit Barry Guy, Stu Martin, Palle Danielsson, J.F.Jenny-Clarke, 1973
- Mountainscapes (ECM, 1976) mit John Surman, Dieter Feichtner, Stu Martin sowie John Abercrombie
- Three Day Moon (1978), mit Terje Rypdal, Dieter Feichtner und Trilok Gurtu
- Journal Violone II (1980), mit Aina Kemanis und John Surman
- Call Me When You Get There (1984)
- Naxos (1987), mit Jean-Marc Montera und Claudia Phillips
- Camouflage (Victo, 1989; solo)
- Aquarian Rain (1991), mit Alain Joule
- No Pieces (1992), mit Michel Doneda und Alain Joule
- Etchings in the Air (1996), mit Haino Keiji
- Uzu (PSF, 1997), mit Motoharu Yoshizawa
- Trignition (mit Bertram Turetzky und Vinny Golia), 1998
- Maneri Ensemble: Going to Church (Aum Fidelity, 2000)
- Paul Bley, Evan Parker & Barre Phillips: Sankt Gerold (ECM, 2000)
- Journal Violone 9 (émouvance, 2001)
- Malcolm Goldstein & Barre Phillips: Live in Puget-Ville (2006)
- Barre Phillips & Joëlle Léandre: A l’improviste (2008)
- Joe Morris / Barre Phillips: Elm City Duets (Clean Feed, 2008)
- Ned Rothenberg / Catherine Jauniaux / Barre Phillips: While You Were Out (2010)
- Tony Bevan, Matthew Bourne, Tony Buck, Barre Phillips: Everybody Else But Me (2011)
- After You Gone (Victo, 2004, mit Tetsu Saitoh, William Parker und Joëlle Léandre)
- François Cotinaud / Barre Phillips / Henri Roger / Emmanuelle Somer: No Meat Inside (Facing You / IMR 2013)
- Eric Plandé, Barre Phillips Breath of Time (Jazzwerkstatt, 2016)
- No Man’s Zone (Cinénato, 2017, mit Emilie Lebros)
- Barre Phillips / Motoharu Yoshizawa: Oh My, Those Boys! (NoBusiness Records, 2018)
- End to End (2018; solo)
- Gerry Hemingway, Barre Phillips & Michael Moore: Slips (Ramboy, 2019)
- Thirty Years in Between (Les Disques Victo, 2020; solo)[4]
- We Met – and Then (2021, mit John Butcher, Ståle Liavik Solberg)
- Barre Phillips & Daniele Roccato: Confluence (2022)
- Barre Phillips, György Kurtág jr. Face à Face (ECM, 2022)[5]
- Barre Phillips & Giancarlo Nino Locatelli: Danze degli Scorpioni (We Insist! 2023)

## Lexigraphische Einträge
- Ian Carr, Digby Fairweather, Brian Priestley: Rough Guide Jazz. Der ultimative Führer zur Jazzmusik. 1700 Künstler und Bands von den Anfängen bis heute. Metzler, Stuttgart/Weimar 1999, ISBN 3-476-01584-X.
- Leonard Feather, Ira Gitler: The Biographical Encyclopedia of Jazz. Oxford University Press, New York 1999, ISBN 0-19-532000-X.
- Wolf Kampmann (Hrsg.), unter Mitarbeit von Ekkehard Jost: Reclams Jazzlexikon. Reclam, Stuttgart 2003, ISBN 3-15-010528-5.
- Martin Kunzler: Jazz-Lexikon. Band 2: M–Z (= rororo-Sachbuch. Bd. 16513). 2. Auflage. Rowohlt, Reinbek bei Hamburg 2004, ISBN 3-499-16513-9.